# Pojken som kallades Det
Pojken som kallades Det: ett barns kamp för att överleva, (orig. A Child called It) 1995 (på svenska 2001), är en självbiografisk bok av Dave Pelzer som kom att bli en bästsäljare.
Författaren berättar om den barnmisshandel som han utsattes för från fyra till tolv års ålder, varefter han omhändertogs av myndigheterna. Hans mor var psykiskt sjuk och alkoholiserad och plågade sin son på ett oerhört grymt vis. Pelzers upplevelser betraktas som ett av de tre värsta fallen av barnmisshandel i Kaliforniens historia.
Dave är nu vuxen och har lyckats skapa sig ett värdigt och meningsfullt liv. Det här är hans egen berättelse om ett barns hopp och styrka att överleva. Han vill förmedla att ingenting är omöjligt och att saker kan gå vägen mot alla odds.
Boken följdes av Pojken som inte fanns och Pojken som överlevde.